# Установчі збори Люксембургу
Установчі збори Люксембургу (люксемб. Assemblée constituante Lëtzebuerg) — установчі збори 1848 року в Люксембурзі, що були скликані для написання та прийняття нової національної конституції.

## Історія
Велике Герцогство Люксембург було адміністративно окремим від Об'єднаного Королівства Нідерландів ще з часів з Бельгійської революції 1830 року, проте залишилося в особистій унії з Нідерландами. Перша конституція була прийнята 17 жовтня 1841 року при Вілемі II. Вона набула чинності 1 січня 1842 року. Перша конституція була дуже консервативною, вона підтверджувала автократію короля-великого герцога.
З початком революції 1848 року Вілемі II змінився з консерватора на ліберала, що дозволило зберегти монархію, у час піднесення ліберальних симпатій.
24 березня 1848 року декрет Великого герцога закликав, щоб установча комісія із п'ятнадцяти обраних осіб дослідила, як зберегти уряд. 30 березня комісія вирішила (тринадцятьма голосами за, жодного проти, двоє утримались), щоб скликати установчі збори, для того. щоб переписати конституцію. Це рішення комісії було затверджене Королем-великим герцогом Вілемом II 1 квітня 1848 року.
Вже 19 квітня 1848 року були проведені вибори в установчі збори. Перше засідання установчих зборів відбулось 25 квітня у місті Еттельбрек, у якому тимчасово перебував уряду, оскільки Люксембург вважалося занадто небезпечним під час революційних подій. 29 квітня установчі збори перебралися в Люксембург. Для засідань установчих зборів використовували нещодавно побудовану будівлю Люксембурзької ратуші.
Установчі збори прийняли нову конституцію 23 червня, а 10 липня 1848 року вона була підписана Королем-великим герцогом. Прийнята конституція була схожа на ліберальну Конституцію Бельгії, яка була написана Національним конгресом під час Бельгійської революції 7 лютого 1831 року. Єдина істотна відмінність полягала в тому, що не було включено згадки про сенат у новій конституції. Цим король-великий герцог хотів перевірити владу нової Палати депутатів. Сенат, Державна рада, був створені у 1856 році, коли Вілем III видав нову (консервативну) конституцію. всупереч думки Палати депутатів.
Конституція набула чинності 1 серпня 1848 року, коли новий уряд під керівництвом колишнього губернатора Ґаспара Теодора Іґнаса де-ла-Фонтена почав виконувати свої обв'язки, до виборів першої Палати депутатів. Вони відбулися 28 вересня 1848 року. Палата депутатів засідала 3 жовтня, а новий, постійний уряд під керівництвом Жана-Жака Віллмара почав працювати 8 грудня 1848 року, та оголосив промульгацію конституції.